# Jim Osborne
Jim Osborne (* 1. Februar 1945 in Honolulu, Hawaii) ist ein ehemaliger US-amerikanischer Tennisspieler.
Osborne war eher im Doppel erfolgreich und gewann in dieser Disziplin mit seinem Partner Jim McManus mehrere Turniere, darunter im Jahr 1972 jenes im prestigeträchtigen Londoner Queen’s Club. Darüber hinaus gewann er 1968 im Demonstrationswettbewerb der Olympischen Spiele in Mexiko Bronze im Mixed-Wettbewerb.

## Karriere
Osborne spielte von 1966 bis 1983 professionell Tennis und gewann in dieser Zeit laut der ATP sieben Turniere im Doppel, allerdings keines im Einzel. Dort kam er aber, genau wie im Doppel auch, auf drei Finalteilnahmen.
Er nahm an allen vier Grand-Slam-Turnieren teil und erreichte seine größten Erfolge im Einzel mit den Achtelfinalteilnahmen an den Australian Open 1967 und den US Open 1966 sowie 1971 sowie im Doppel mit dem erreichten Halbfinale der US Open 1968.
Bei den Olympischen Sommerspielen 1968 gewann Osborne mit seiner Partnerin Peaches Bartkowicz Bronze im Mixed-Doppel des Demonstrationswettbewerb. Sie gewannen das Spiel um Platz 3 gegen das französische Ehepaar Pierre Darmon und Rosie Reyes in zwei Sätzen.

## Erfolge
| Legende                  |
| Grand Slam               |
| Saisonendveranstaltungen |
| Open-Era-Turniere (5)    |

| Titel nach Belag |
| Hartplatz (3)    |
| Rasen (2)        |
| Sand             |
| Teppich          |

### Einzel

#### Finalteilnahmen
| Nr. | Datum             | Turnier     | Belag     | Finalgegner  | Ergebnis      |
| --- | ----------------- | ----------- | --------- | ------------ | ------------- |
| 1.  | 26. Dezember 1969 | New Orleans | Teppich   | Cliff Richey | 4:6, 4:6, 2:6 |
| 2.  | 28. Januar 1970   | Omaha       | Hartplatz | Stan Smith   | 2:6, 5:7, 3:6 |
| 3.  | 12. Oktober 1970  | Phoenix     | Hartplatz | Stan Smith   | 3:6, 7:6, 1:6 |

### Doppel

#### Turniersiege
| Nr. | Datum              | Turnier      | Belag         | Partner        | Finalgegner                   | Ergebnis      |
| --- | ------------------ | ------------ | ------------- | -------------- | ----------------------------- | ------------- |
| 1.  | 26. Juli 1971      | Columbus     | Hartplatz     | Jim McManus    | Jimmy Connors Roscoe Tanner   | 4:6, 7:5, 6:2 |
| 2.  | 22. August 1971    | Haverford    | Rasen         | Clark Graebner | Robert McKinley Dick Stockton | 7:6, 6:3      |
| 3.  | 20. September 1971 | Sacramento   | Hartplatz     | Jim McManus    | Bob Maud Frew McMillan        | 7:6, 6:3      |
| 4.  | 13. Februar 1972   | Los Angeles  | Hartplatz (i) | Jim McManus    | Ilie Năstase Ion Țiriac       | 6:2, 5:7, 6:4 |
| 5.  | 24. Juni 1972      | Queen’s Club | Rasen         | Jim McManus    | Jürgen Faßbender Karl Meiler  | 4:6, 6:3, 7:5 |

#### Finalteilnahmen
| Nr. | Datum              | Turnier     | Belag     | Partner     | Finalgegner                     | Ergebnis      |
| --- | ------------------ | ----------- | --------- | ----------- | ------------------------------- | ------------- |
| 1.  | 20. September 1969 | Los Angeles | Hartplatz | Jim McManus | Pancho Gonzales Ronald Holmberg | 3:6, 4:6      |
| 2.  | 17. August 1970    | Haverford   | Rasen     | Jim McManus | Bill Bowrey Ray Ruffels         | 6:3, 2:6, 5:7 |
| 3.  | 30. Juli 1972      | Clemmons    | Sand      | Jim McManus | Bob Hewitt Andrew Pattison      | 4:6, 4:6      |